# Alawiter
Alawiter (arabiska: العلويين) är en shiitisk etnoreligiös grupp som huvudsakligen finns i nordvästra Syrien vid Medelhavet. De talar arabiska. Alawiter antog islam under 800-talet och tillhör den shiitiska grenen. De flesta alawiter följer imamiternas läror inom shiaislam och tillhör rättsskolan Ja'fari, medan en del alawiter följer alawism även kallad för nusayriah, en sekt som anses vara utanför islam; dess följare betraktas som kättare enligt sunnitiska och shiitiska lärda.

## Beskrivning och bakgrund
Folkgruppen anser sig härstamma från profeten Muhammed, genom Ali ibn Abi Talib och Fatima Zahra. Efter Osmanska rikets sammanbrott utropade de 1922 en egen stat i den nordliga delen av Levanten (motsvarande västligaste delen av dagens Syrien). Denna stat integrerades successivt i en federation inom det Frankrikestyrda Syrien, och 1936 upphörde den alawitiska staten som en enhet.

Flaggan för den Alawitiska statsbildningen, som existerade under delar av mellankrigstiden.

Alawiterna har tidigare även varit kända under namnet nusayrier, efter sektens förmodade grundare Ibn Nusayr (död cirka 873).

Karta över de olika franska mandaten cirka 1921–1922 (den alawitiska staten i lila).

## Utbredning
Alawiterna är spridda i delar av Mellanöstern, med en särskild tyngdpunkt i bergen öster om Medelhavskusten i västra Syrien. I dessa berg (Jabal Nusayriyya) är de en lokal majoritet, medan de endast är en minoritet i kuststäder som Latakia, Banias och Tartus. Där bildar sunniter och kristna större grupperingar.
Även i mellersta Syrien, kring städerna Hama och Homs, finns alawitiskt dominerade byar. Staten Syrien har i flera årtionden varit styrt av al-Assad-släkten, vilken är av alawitiskt ursprung. Detta har gynnat alawiternas ställning i landets politiska liv, vilket medfört att många alawiter flyttat till Damaskus och andra större städer.
I mitten av 00-talet antogs att en dryg tiondel av Syriens befolkning var alawiter. Utanför Syrien var alawiterna betydligt mer fåtaliga, med några byar i Libanon och med en syrisk-alawitisk diaspora i nordlibanesiska Tripoli. Det finns även enstaka alawitiska byar på Golanhöjderna och Västbanken. I den turkiska Hatay-provinsen (runt staden Antakya) fanns också ett antal alawiter. Området anknyter geografiskt till Syrien och tillhörde fram till 1939 de av Frankrikestyrda syriska områdena i Levanten.

## Religion
De flesta alawiterna följer imamiternas läror inom shiaislam, tillhör rättsskolan Ja'fari och betraktas som muslimer. En liten minoritet av dem bekänner sig till en gnosticistisk tolkning av islam. Muhammeds kusin och svärson Ali har fått en gudomlig status och deras dogm har även likheter till alevismens lära. Det shiitiska prästerskapet har fördömt dess följare och betraktar dem som mūrtdadin (kättare). Många muslimer har fördomar om alawiter och tror att alla alawiter dyrkar Ali på grund av alawismen.

## Förväxlingar
Alawiterna har ingen direkt relation till den religiösa gruppen aleviter i Turkiet. Även hos dessa spelar dock Ali en stor roll, men aleviterna har ett senare ursprung och stor utbredning bland områdets kurder.
Namnet alawiter påminner också om Alaouitedynastin. Detta är en ren dynastisk benämning på den släkt som Marockos styrande familj leder sina rötter till. I Marocko har medlemmar av denna familj lett landet sedan år 1631. Släkten anses ha rötter till Muhammeds kusin/svärson Ali, och den ska ha utvandrat från Hedjaz på Arabiska halvön på 1200-talet.